# Mastcell

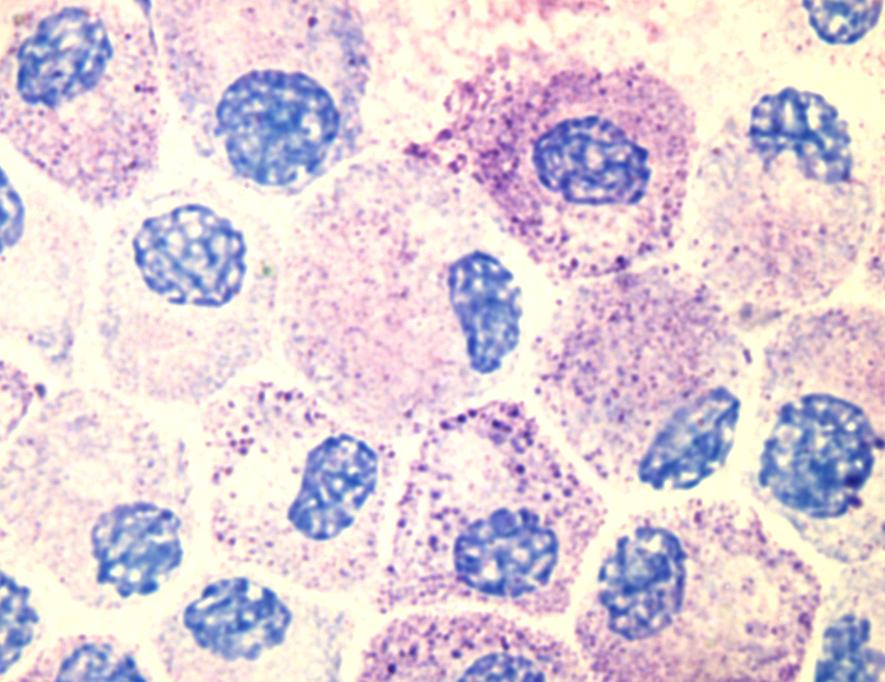
Mastceller.

Mastceller är en sorts vit blodcell som ingår i det ospecifika immunförsvaret och vars främsta funktion är att bekämpa parasiter som infekterat kroppen. Mastceller förekommer framförallt i vävnader och som rikligast runt blodkärlen och inte inuti. Mastceller har receptorer på sin yta som specifikt binder till antikroppar av typen IgE. Denna bindning aktiverar utsöndring av olika typer av inflammatoriska substanser från mastcellens granula, exempelvis histamin. Mastcellen är den huvudsakliga mediatorn i typ I-hypersensitivitet som ses vid allergi och anafylaxi.

## Förekomst och utseende
Mastceller finns framförallt i bindväv. De förekommer som rikligast runt blodkärl i huden, lungorna samt mag- och tarmkanalen. En mastcell har en oval eller oregelbunden form. I cytoplasman finns basofil granula. Progenitorceller (förstadieceller) till mastceller bildas i benmärgen och når via blodbanan sin målvävnad där de på plats mognar ut till färdiga mastceller.

## Funktion
Mastcellen är en sorts granulocyt. Den har rikligt med granula i sin cytoplasma. Mastcellens granula innehåller inflammatoriska substanser: framförallt histamin, heparin och andra proteoglykaner samt olika proteaser. Innehållet i dessa granula frisätts när mastcellen aktiveras.
På mastcellens cellmembran finns receptorer som är specifika för antikroppen IgE. IgE-antikroppar sitter vanligen bundna till dessa receptorer och täcker mastcellernas cellyta, även när antikropparna själva inte är bundna till antigen. När tillräckligt med antigen (såsom allergener eller beståndsdelar av parasiter) binder till IgE-antikropparna, som i sin tur är bundna till receptorerna på mastcellens yta, aktiveras mastcellen. Aktiveringen innebär frisättning av innehållet i mastcellens granula, vilket vidgar blodkärlen, ökar blodkärlens permeabilitet och således medierar akut inflammation. Mastcellen kan även aktiveras genom mekanismer som inte involverar IgE, exempelvis genom bindning av ligand till en toll-liknande receptor (TLR) på mastcellen, eller genom stimulering av ett anafylatoxin (ett komplementprotein).

### Försvar mot parasiter
Infektion av parasiter (helminter) stimulerar T-hjälparceller (specifikt subtypen Th2-celler) att utsöndra specifika cytokiner som IL-4, som i sin tur aktiverar mastceller och stimulerar B-celler till produktion av IgE-antikroppar. Mastceller med IgE-antikroppar bundna till sina ytreceptorer binder med dessa IgE-antikroppar till de infekterande parasiterna (helminterna, maskarna) och frisätter histamin och ämnen toxiska för parasiten.

### Hypersensitivitet och allergi
Allergier karaktäriseras av att IgE-antikroppar bildas. Immunförsvaret exponeras första gången för ett allergen (till exempel pollen) vilket aktiverar T-hjälparceller i lymfknutor som stimulerar B-celler till klassbyte till IgE-produktion. IgE-antikroppar specifika för allergenet produceras och binder till sina specifika receptorer på mastceller. Vid ytterligare (upprepad) exponering av samma allergen finns redan specifika IgE-antikroppar på mastceller som kan binda till allergenet, och denna bindning aktiverar mastcellerna vilket innebär en frisättning av mediatorer (substanster). Efter några minuter medför frisättningen av substanser från mastceller (och basofiler) effekter på blodkärl och glatt muskulatur: exempelvis medför frisatt histamin ökad kärlpermeabilitet och frisatta leukotriener gör att luftvägarna drar ihop sig. Detta utgör patofysiologin bakom typ I-hypersensitivitet som i extrema fall leder till anafylaxi. Ofta uppkommer en senfasreaktion efter några timmar på grund av att mastceller frisätter cytokiner som attraherar andra vita blodkroppar.